# Генрі Бофорт, 3-й герцог Сомерсет
Генрі Бофорт (англ. Henry Beaufort; 26 січня 146 — †15 травня 1464) — середньовічний політичний та військовий діяч королівства Англія. Учасник війни Червоної та Білої троянд, прихильник Ланкастерів.

## Життєпис
Походив з англійського аристократичного роду Бофортів, що був відгалуженням династії Плантагенетів (по лінії Джона Гентського). Син Едмунда Бофорта, графа Дорсет, та Елеонори  (дочки Річарда Бошама, 13-го графа Ворвіка). Народився 1436 року. 1443 року завдяки впливові батька отримав титул графа Мортена, а з 1448 року — графом Дорсета. При цьому Едмунд Бофорт став герцогом Сомерсетом. У 1449—1452 роках боровся з родом Невілл за спадок роду Деспенсерів. Завдяки підтримці короля отримав чималу частку.
1455 року брав участь у Першій битві при Сент-Олбансі, що започаткувала Війну Червоної та Білої троянд. Тут Генрі було поранено, а його батька вбито. Внаслідок цього він успадкував титул герцога Сомерсет та родинні володіння. 
У жовтні 1456 року брав участь  у Великій раді, де було здійснено спробу для примирення Йорків і Ланкастерів. Цьому завадила сварка між Бофортом і Річардом Невіллом, графом Воріком, а також бійкою між людьми Сомерсета та міською вахтою Ковентрі. У 1457 році королева Маргарита Анжуйська запропонувала влаштувати шлюб між Генрі і сестрою Якова II Стюарта, короля Шотландії. Втім це завершилося нічим. 14 жовтня того ж року Сомерсет був призначений лейтенантом острова Вайт і наглядачем замку Керісбрук. 
На початку 1458 року він взяв участь у раді в Лондоні, яка знову намагалася здійснити політичне примирення: було погоджено, що Річард Йоркський, повинен виплачувати матері Генрі Бофорта та її дітям щорічну пенсію в розмірі 5 тис. марок як компенсацію. Втім перемир'я було нетривалим. У жовтні того ж року королева запропонувала призначити Бофорта капітаном Кале замість графа Воріка. Це викликало невдоволення останнього, що призвело до нового конфлікту. Війна відновилася в 1459 році. Спочатку герцог Сомерсет ледь не зіткнувся з річардом Невіллом в Коулсхіллі безпосередньо перед битвою при Блор-Хіт. Після поразки ланкастерців під Блор-Хіт і до перемоги ланкастерців біля мосту Ладфорд він був призначений капітаном Кале. Бофорт перетнув Ла-Манш, але залога Кале, де переважали прихильники графа Воріка відмовила йому у допуску до міста. Тому Генрі отаборився у віддаленої фортеці Гінс. За цим провів кілька сутичок з йоркістами між Кале і Гінсом, поки 23 квітня 1460 року він не зазнав вирішальної поразки в битві біля мосту Ньюнгем французькою — Пон-де-Нойле).
Під час його відсутності йоркисти виграли битву при Нортгемптоні. У грудні 1460 року приєднався до ланкастерців в Понтефракті. 21 грудня зумів , захопити частину сил Йорків в Ворксопі 21 грудня, а 30 грудня, командуючи королівським військом завдав поразки Річарду Йоркському у битві при Вейкфілді. Разом з Джоном Кліффордом був ініціатором страти полонених лордів.
За цим разом з королевою рушив на південь, де у 17 того 1461 року у Другій битві при Сен-Олбансі завдав супротивникам поразки, але не зміг їх розбити повністю. Тому вимушений був відійти на північ. 29 березня Бофорт у битві під Таутоном зазнав нищівної поразки від йорксистів. Разом з королевою втік з поля битви, а в липні 1462 року Маргарита Анжуйська відправила його по допомогу до Карла VII, короля Франції. По прибуттю довідався, що останній помер. Вів перемовини з новим королем Людовиком XI в Турі. Отримав обіцянки допомоги, але доволі непевні.
В цей час парламент 4 листопада 1461 року вирішив передати більшість земель Бофортів герцогу Річарду Глостерському та іншим йоркистам.] Повернувшись із Франції, він взяв на себе командування військами Ланкастерів у Шотландії, а Маргарита Анжуська вирушила до Франції. Невдовзі зайняв замок Бамбург в Нортумберленді. 24 грудня він і Ральф Персі, губернатор замку, здали замокі підкорилися королю Едуарду IV. Він отримав загальне помилування 10 березня1463 року. 29 квітня парламент повернув йому титул герцога Сомерсет. 
На початку 1464 року він втік із замку Холт у Північному Вельсі, де його, тримали під домашнім арештом, пробравшись до МАргарити Анжуйському на шотландському кордоні. 15 травня того року ззанав поразки від Джона Невілла, маркіза Монтегю. Герцога Сомерсета було схоплений у сараї на місці, що зараз відомий як Будинок Дюксів, і незабаром того ж дня страчено. Він був похований в абатстві Хексем.